# Mookerschans
De Mookerschans is een voormalig verdedigingswerk in het natuurgebied de Mookerhei bij Mook in de Nederlandse provincie Limburg.
De schans werd vermoedelijk in de tweede helft van de zeventiende eeuw gebouwd en is gebouwd als een vierkant, met aan de noordzijde hele bastions en aan de zuidzijde halve bastions. De schans heeft een omvang van ongeveer 70 bij 70 meter. Een paar kilometer noordelijker ligt ook de Heumense schans.
De schans ligt op een open plek in een bosgebied dat deel uitmaakt van de Mookerheide.

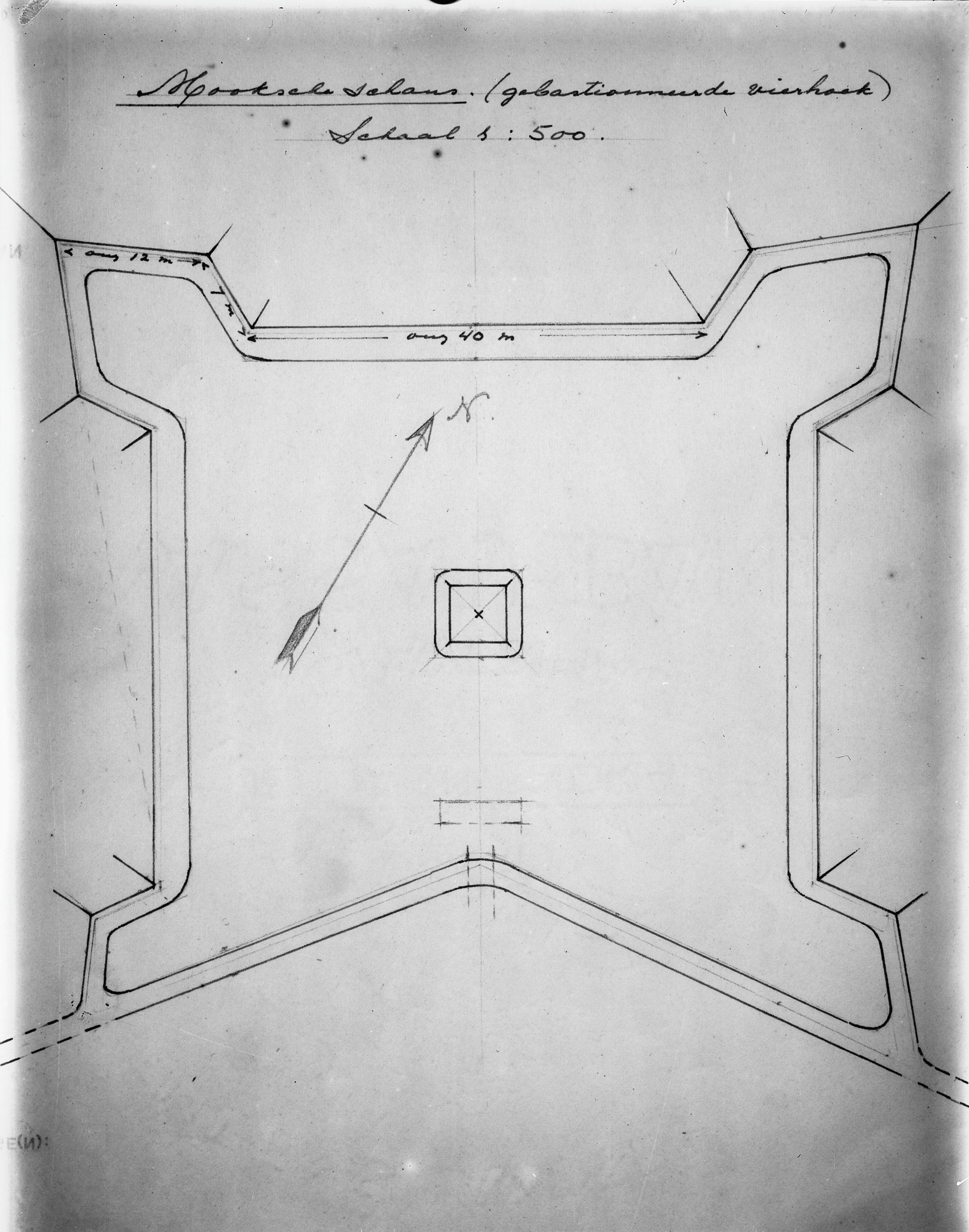
Opmeting Mookerschans
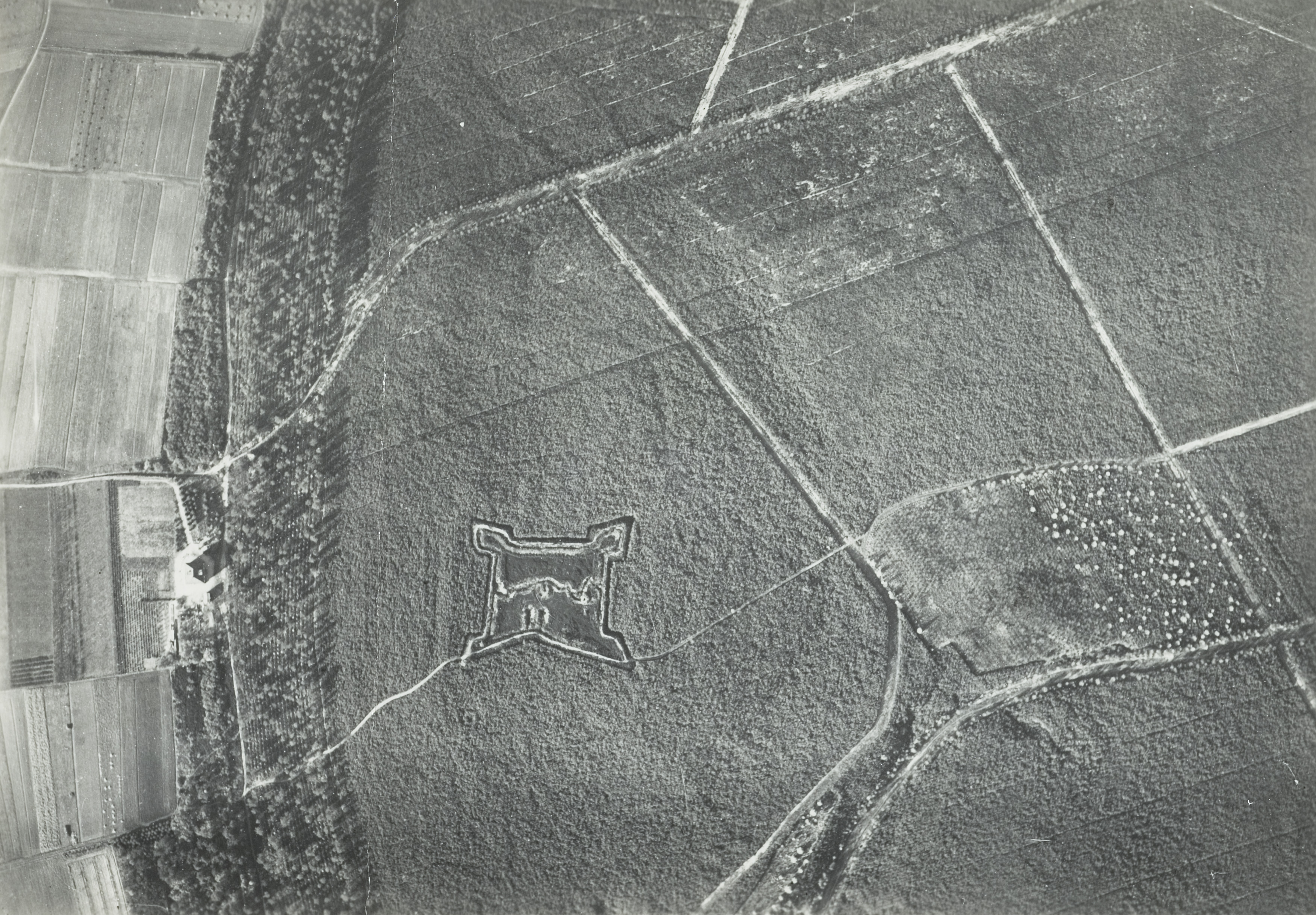
Luchtfoto van de Mookerschans, 1920-1940. Nederlands Instituut voor Militaire Historie.